# Rivas Dávila
Rivas Dávila è un comune del Venezuela situato nello Stato del Mérida.
Il capoluogo del comune è la città di Bailadores.